# Rudolf Daniel Oeri
Rudolf Daniel Oeri (* 17. September 1849 in Laufen, Kanton Basel-Landschaft; † 13. Januar 1917 in Basel) war ein Schweizer Gynäkologe und Autor.

## Leben und Werk
Rudolf Daniel Oeri war ein Sohn des Pfarrers Johann Jakob Oeri und der Maria Louise, geborene Burckhardt (1813–1889). Sein ältere Bruder war der Altphilologe Johann Jakob Oeri (1844–1908). Sein Onkel und Pate war Jacob Burckhardt.
Oeri besuchte die Bezirksschule in Liestal und anschliessend die Gewerbeschule in Basel. Später nahm er Privatunterricht in Latein und ab Herbst 1867 begann er mit dem Medizinstudium an der Universität Basel. Er war Mitglied des Schweizerischen Zofingervereins.

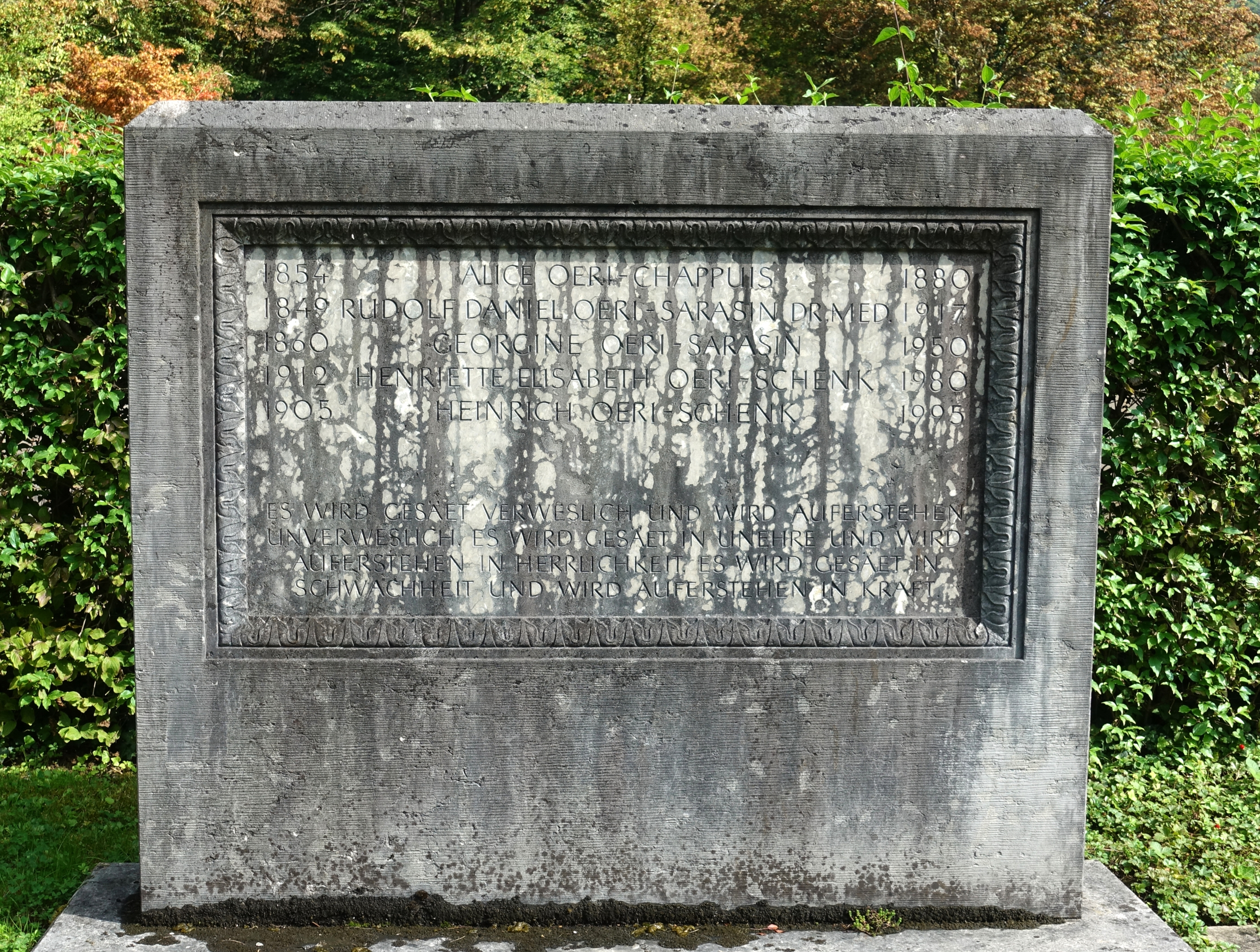
Familiengrab auf dem Friedhof am Hörnli

Als August Socin 1870 in das Reservelazarett nach Karlsruhe berufen wurde, ging Oeri als sein Assistent mit. Im Frühjahr 1871 hielt er sich wieder in Basel auf. Das Wintersemester verbrachte er an der Universität Tübingen, wohin auch sein Lehrer Carl von Liebermeister übersiedelte. Als Oeri gegen Ende des zweiten Semesters an Typhus erkrankte, behandelte ihn Liebermeister. Ab Herbst 1872 war er ein Jahr lang Assistent bei Eduard Hagenbach-Burckhardt (1840–1916), dem Leiter des Kinderspitals Basel und Dozent für Kinderheilkunde. Im Herbst 1873 schloss Oeri das Medizinstudium erfolgreich ab. Anschliessend war er für zwei Jahre im Bürgerspital Basel Assistenzarzt unter Hermann Immermann. In diesen zwei Jahren verfasste er seine Doktorarbeit mit dem Titel Die Thoracocentese durch Hohlnadelstich und Aspiration bei Seröser und eitriger Pleuristis.  Diese erschien 1876 im medizinischen Fachverlag von Ferdinand Enke.
Nach seiner Assistenzzeit unternahm Oeri Reisen zu wichtigen Badeorten wie Ems, Kreuznach und Kissingen. Wieder in der Schweiz, arbeitete er unter Johann Jacob Bischoff. 1878 eröffnete Oeri in Basel im Haus zum Luft an der Bäumleingasse 18 eine Praxis und heiratete im gleichen Jahr Alice, geborene Chappuis (1854–1880). Sie war die Schwester von Pierre Chappuis. Sie hatte als Pensionärin drei Jahre lang im Elternhaus von Oeri gelebt. Zusammen hatten sie zwei Kinder. Nach dem frühen Tod seiner Frau heiratete Oeri Georgine Sarasin (1860–1950), Tochter des Bandfabrikanten und Politikers Rudolf Sarasin (1831–1905). Zusammen hatten sie neun Kinder. Ein Schwager von Oeri war der Architekt Rudolf Suter (1871–1932).
Während des Sommers 1887 hielt sich Oeri für weitere Studien an der Universität Berlin auf. Oeri war Mitglied in der Medizinischen Gesellschaft sowie Präsident der ärztlichen Sterbe- und Altersstätte. Zudem war er Mitglied der Aufsichtskommission des neugegründeten Frauenspitals Basel, der er von 1893 bis 1915 vorstand. Von 1908 bis 1916 war er Mitglied des Universitäts-Kuratels.  
Rudolf Daniel Oeri fand seine letzte Ruhestätte auf dem Friedhof am Hörnli.